# Нигерийский фунт
 Нигерийский фунт (англ. Nigerian pound) — денежная единица Нигерии в 1959—1972 годах. Фунт = 20 шиллингов = 240 пенсов.

## История
До введения национальной валюты в обращении находился западноафриканский фунт.
В 1958 году создан Центральный банк Нигерии. В 1959 году банк начал выпуск национальной валюты — нигерийского фунта, заменившего западноафриканский фунт в соотношении 1:1. Монеты и банкноты в западноафриканских фунтах утратили статус законного платёжного средства 1 июля 1962 года.
Первоначально нигерийский фунт был равен фунту стерлингов. 18 ноября 1967 года, после девальвации фунта стерлингов, курс к фунту стерлингов был повышен: 1 фунт стерлингов = 0,857 нигерийского фунта. С 1 ноября 1971 года отменена привязка нигерийского фунта к фунту стерлингов.
1 января 1973 года введена новая денежная единица — нигерийская найра. Обмен производился: 1 фунт = 2 найры.

## Монеты и банкноты
Чеканились монеты в 1⁄2, 1, 3, 6 пенсов, 1, 2 шиллингов.
Выпускались банкноты в 5, 10 шиллингов, 1 и 5 фунтов.